# Georgia Dome
Il Georgia Dome è stato uno stadio coperto situato ad Atlanta, Georgia. Dal 1992 al 2016 ha ospitato le partite degli Atlanta Falcons della NFL. Tra il 1997 e il 1999 ospitava anche gli Atlanta Hawks della NBA, durante la costruzione della Philips Arena.
È stato demolito il 20 novembre 2017.

## Storia
Durante le Olimpiadi Estive del 1996 lo stadio ha ospitato partite di basket, pallamano ed eventi di ginnastica.
Si sono svolti qui il Super Bowl XXVIII nel 1994 e il Super Bowl XXXIV del 2000.

## WCW Nitro (6/7/1998)
Il 6 luglio 1998 si svolse uno dei più imponenti show di wrestling trasmessi live su una TV via cavo davanti a 110 000 spettatori. Si trattò di WCW Monday Nitro dove nel main event Goldberg sconfisse Hulk Hogan conquistando il WCW World Heavyweight Championship. Inoltre l'evento fu irradiato dalla pay TV TNT ed ebbe un indice d'ascolto di 5.6. Questa edizione di Nitro garantì alla WCW la vittoria dei rating per il 1998, l'ultimo anno di gloria prima del declino.

## Wrestlemania XXVII
Il 3 aprile 2011 il Georgia Dome ha ospitato la ventisettesima edizione di Wrestlemania l'evento più importante di tutta l'annata della WWE.